# (9416) Miyahara
Pour les articles homonymes, voir Miyahara.
(9416) Miyahara est un astéroïde de la ceinture principale.

## Description
(9416) Miyahara est un astéroïde de la ceinture principale. Il fut découvert le 17 novembre 1995 à Ōizumi par Takao Kobayashi. Il présente une orbite caractérisée par un demi-grand axe de 2,30 UA, une excentricité de 0,17 et une inclinaison de 3,9° par rapport à l'écliptique.

## Compléments